# Normal (film, 2009)
Normal je český thriller z roku 2009 režiséra Julia Ševčíka natočený podle skutečného případu vražd odehrávající se v 30. letech 20. století. V hlavních rolích filmu vystupují Milan Kňažko, Pavel Gajdoš a Dagmar Havlová.
Hlavní postava Petera Kürtena, kterou hraje Milan Kňažko, je inspirována sériovým vrahem z německého Düsseldorfu z přelomu 20. a 30. let 20. století.
Film získal tři nominace na Českého lva 2009.

## Obsazení
| Milan Kňažko   | Peter Kürten          |
| Pavel Gajdoš   | obhájce Justus Wehner |
| Dagmar Havlová | Marie Kurtenová       |